# نامپو
نامپو (به لاتین: Nampo) شهری در کره شمالی است که در استان پیونگان جنوبی واقع شده‌است.این شهر ۸۲۹ کیلومترمربع مساحت و ۳۶۶٬۸۱۵ نفر جمعیت دارد. نامپو چهارمین شهر پرجمعیت کره شمالی به شمار می رود.